# 이왕수
이왕수는 대한민국의 배우이다

## 영화
- 《극한직업》 (2019년) ... 광주분점 조직원 2 역 (첫 천만영화)
- 《대가리》 (2020년) ... 건모 역
- 《스웨그》 (2020년) ... 프로듀서 역
- 《경관의 피》 (2022년) ... 야쿠자 1 역
- 《달짝지근해: 7510》 (2023년) ... 도박꾼 1 역

## 드라마
- 《시간이 멈추는 그때》 (2018년, KBS) ... 웨이터 1 역
- 《배드파파》 (2018년, MBC) ... 왕눈이 역
- 《마우스》 (2021년, TvN) ... 야동이 역
- 《내 남자는 큐피드》 (2023년, Prime Video) ... 졸부 3세 역
- 《킬러들의 쇼핑몰》 (2024년, Disney+) ... 야쿠자 1 역
- 《7인의 부활》 (2024년, SBS) ... 두더지 역
- 《다리미 패밀리》 (2024, KBS) ... 철순 역

## 공연
- 뮤지컬 평양 마리아
- 뮤지컬 우연히 행복해지다
- 무용극 세익스피어 인 발레 오델로
- 연극 배우의 얼굴
- 연극 커피도 리필이 되나요?
- 연극 분신 alter:ego
- 연극 카페 신파